# Mariannette Miller-Meeks
Pour les articles homonymes, voir Miller et Meeks.
Mariannette Miller-Meeks, née le 6 septembre 1955 à Herlong (Californie), est une femme politique et médecin américaine. Membre du Parti républicain, elle est élue au Sénat de l'Iowa de 2019 à 2021, puis à la Chambre des représentants des États-Unis depuis 2021.

## Biographie
Miller-Meeks est née à Herlong, Californie en 1955. Elle s'enrôle dans l'United States Army à l'âge de 18 ans et sert pendant 24 ans, notamment en tant qu'infirmière, médecin et membre de la United States Army Reserve. Elle prend sa retraite au grade de lieutenant-colonel.
Première de sa famille à aller à l'université, Miller-Meeks obtient un baccalauréat ès sciences de la Texas Christian University, une maîtrise ès sciences en éducation de l'université de Californie du Sud et un doctorat en médecine de l'université du Texas Health Science Center à Houston.

### Carrière
Miller-Meeks exploite un cabinet d'ophtalmologie privé à Ottumwa, Iowa jusqu'en 2008. Elle est également la première femme présidente de l'Iowa Medical Society puis la première à faire partie du corps professoral du département d'ophtalmologie et de sciences visuelles de l'université de l'Iowa et travaille comme représentante de l'Iowa à l'American Academy of Ophthalmology (en).

### Politique
Miller-Meeks se lance en politique en se présentant aux élections de 2008 dans le 2e district congressionnel de l'Iowa contre le sortant démocrate Dave Loebsack contre qui elle perd l'élection générale en ne remportant que 38,9 % des voix, contre 57,1 % pour son adversaire. Elle se présente pour le même siège lors des élections de 2010, mais perd de nouveau contre Loebsack.
Le mois suivant sa défaite, en novembre 2010, elle est choisie par le gouverneur républicain de l'Iowa Terry Brandstad pour diriger le département de la santé publique de l'État. Elle quitte ses fonctions en janvier 2014, en vue d'une nouvelle candidature au Congrès lors de l'élection de novembre. Après avoir remporté la primaire républicaine du 3 juin, elle affronte Dave Loebsack une troisième fois. Au cours de la campagne, Miller-Meeks s'oppose à la loi sur les soins abordables (Obamacare) et à l'avortement, sauf en cas de viol, d'inceste ou de préjudice pour la mère. Elle déclare également être favorable au « mariage traditionnel » et critique les règlements de l'EPA sur les voies navigables et les centrales à charbon, affirmant qu'ils créent une « incertitude ». Elle perd toutefois l'élection générale de novembre.
Lorsque Mark Chelgren (en) annonce qu'il ne se présentait pas à sa réélection, elle se présente au Sénat de l'Iowa, dans le district 41 en 2018, battant sa challenger démocrate Mary Stewart. Son mandat au Sénat de l'Iowa débute le 14 janvier 2019.
Elle annonce sa candidature pour le 2e district congressionnel de l'Iowa aux élections de 2020 à la suite de la décision de Loebsack de ne pas se présenter à sa réélection. Mariannette Miller-Meeks remporte la primaire républicaine du 2 juin 2020, battant l'ancien membre du Congrès de l'Illinois Bobby Schilling. Elle affronte l'ancienne sénatrice d'État Rita Hart aux élections générales de novembre. Pendant la campagne qui se déroule en pleine pandémie de coronavirus, elle se déclare opposée au port obligatoire des masques pour arrêter la propagation du virus. Depuis que Loebsack a annoncé sa retraite, le 2e district est considéré comme un district swing par les journalistes et les prévisionnistes électoraux,. Elle remporte l'élection générale du 3 novembre avec seulement six voix d'avance sur sa rivale démocrate. Rita Hart conteste l'élection devant la Chambre des représentants plutôt que devant les tribunaux de l'Iowa et Mariannette Miller-Meeks prend ses fonctions à titre provisoire le 3 janvier 2021 alors que la contestation n'a pas encore fait l'objet d'une décision,. Hart abandonne la procédure le 31 mars 2021.
Le 19 mai 2021, elle fait partie des 35 représentants républicains à voter avec les démocrates pour la création d'une commission d'enquête sur l'assaut du Capitole du 6 janvier.
Après un redécoupage électoral, l'essentiel du 2e district qu'elle intègre le nouveau 1er district, dans lequel elle est candidate à sa réélection lors des élections de 2022, elle remporte un second mandat contre Christina Bohannan, élue démocrate de la Chambre des représentants de l'Iowa, avec 53,4 % des suffrages.
Le 8 décembre 2022, elle fait partie des 39 représentants républicains à voter avec les démocrates en faveur du Respect for Marriage Act qui a codifié le droit au mariage homosexuel dans la loi fédérale.
Candidate à sa réélection lors des élections de 2024, elle affronte de nouveau Christina Bohannan, contre qui elle remporte de justesse un troisième mandat avec 798 voix d'avance sur sa rivale. Après les élections, elle tente d'intégrer le leadership républicain à la Chambre en briguant le poste de secrétaire du groupe, mais est battue lors d'une élection interne par sa collègue Erin Houchin.

## Vie privée
Miller-Meeks est une résidente d'Ottumwa, Iowa. Elle est catholique romaine.